# Caraiba
Caraiba é um gênero de cobra da família Colubridae que contém a única espécie Caraiba andreae, endêmica de Cuba.